# APID
Application Process Identifier, forkortet APID, er en teknisk parameter for valg af (lyd)data ved digitale transmissioner.
| Telekommunikation | Spire Denne artikel om telekommunikation er en spire som bør udbygges. Du er velkommen til at hjælpe Wikipedia ved at udvide den. |